# Land girls
Land girls är en brittisk TV-serie från 2009–2011. 

## Handling
Serien utspelar sig i Women's Land Army under andra världskriget. Fyra unga kvinnor får arbete på en gård som ägs av Frederick Finch. De fyra kvinnorna har alla gemensamt att de vill skydda sig själva och eventuella soldater från att gå under i kriget.

## Rollista i urval
- Becci Gemmell - Joyce Fisher
- Susan Cookson - Esther Reeves
- Mark Benton - Frederick Finch
- Mykola Allen - Martin Reeves
- Sophie Ward - Lady Ellen Hoxley
- Jo Woodcock - Bea Finch
- Seline Hizli - Connie Carter
- Liam Boyle - Billy Finch
- Danny Webb - Sgt. Dennis Tucker
- Nicholas Shaw - John Fisher
- Carolyn Pickles - Mrs. Gulliver
- David Schofield - Vernon Storey
- Nathaniel Parker - Lord Lawrence Hoxley
- Paul Ritter - Frank Tucker
- Gwilym Lee	- Pastor Henry Jameson
- Joe Armstrong - Danny Sparks